# Theilenhofen

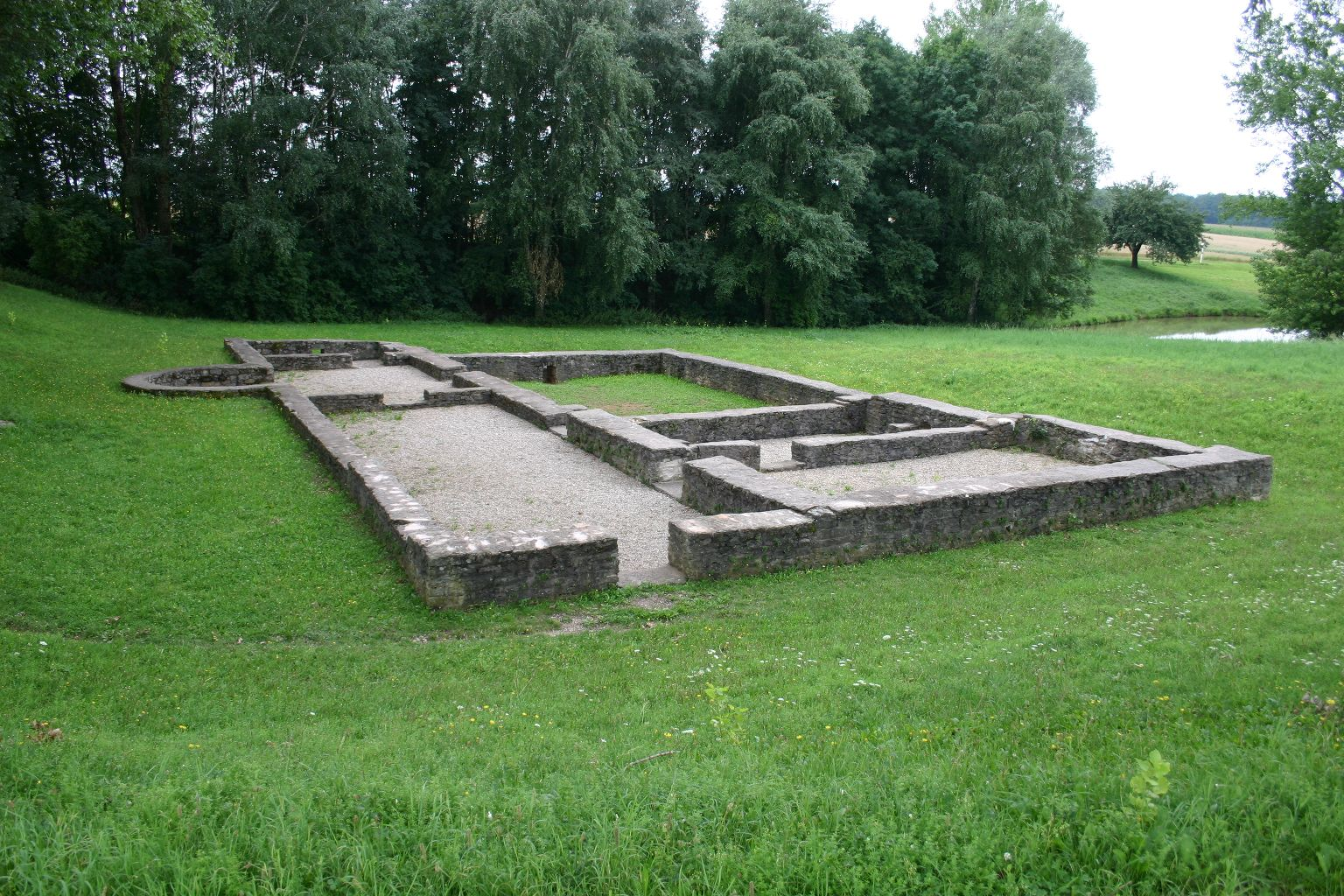
Rekonstrukcja term rzymskich

Theilenhofen – miejscowość i gmina w Niemczech, w kraju związkowym Bawaria, w rejencji Środkowa Frankonia, w regionie Westmittelfranken, w powiecie Weißenburg-Gunzenhausen, wchodzi w skład wspólnoty administracyjnej Gunzenhausen. Leży około 10 km na północny zachód od Weißenburg in Bayern, nad rzeką Altmühl, przy drodze B13.

## Dzielnice
W skład gminy wchodzą następujące dzielnice: Theilenhofen, Rittern, Dornhausen, Gundelsheim an der Altmühl i Wachstein.

## Demografia
| Rok  | Liczba mieszk. |
| ---- | -------------- |
| 1970 | 932            |
| 1987 | 1 008          |
| 2000 | 1 181          |

## Oświata
(na 1999)

W gminie znajduje się 75 miejsc przedszkolnych (62 dzieci) oraz szkoła podstawowa (14 nauczycieli, 206 uczniów).